# Diphya tanasevitchi
Diphya tanasevitchi är en spindelart som först beskrevs av Zhang, Zhang och Yu 2003.  Diphya tanasevitchi ingår i släktet Diphya och familjen käkspindlar. Inga underarter finns listade i Catalogue of Life.